# جکی آرتور
جکی آرتور (انگلیسی: Jackie Arthur; ۱۴ دسامبر ۱۹۱۷ – ۱۹ نوامبر ۱۹۸۶) بازیکن فوتبال اهل بریتانیا بود.
از باشگاه‌هایی که در آن بازی کرده‌است می‌توان به باشگاه فوتبال بلکبرن روورز، باشگاه فوتبال استوک‌پورت کانتی، باشگاه فوتبال روچدیل، باشگاه فوتبال اورتون، و باشگاه فوتبال ورکسام اشاره کرد.